# Gaurotes adelpha
Gaurotes adelpha är en skalbaggsart som beskrevs av Ludwig Ganglbauer 1890. Gaurotes adelpha ingår i släktet Gaurotes och familjen långhorningar. Inga underarter finns listade i Catalogue of Life.